# Gargela obliquivitta
Gargela obliquivitta là một loài bướm đêm trong họ Crambidae.